# Ulveham

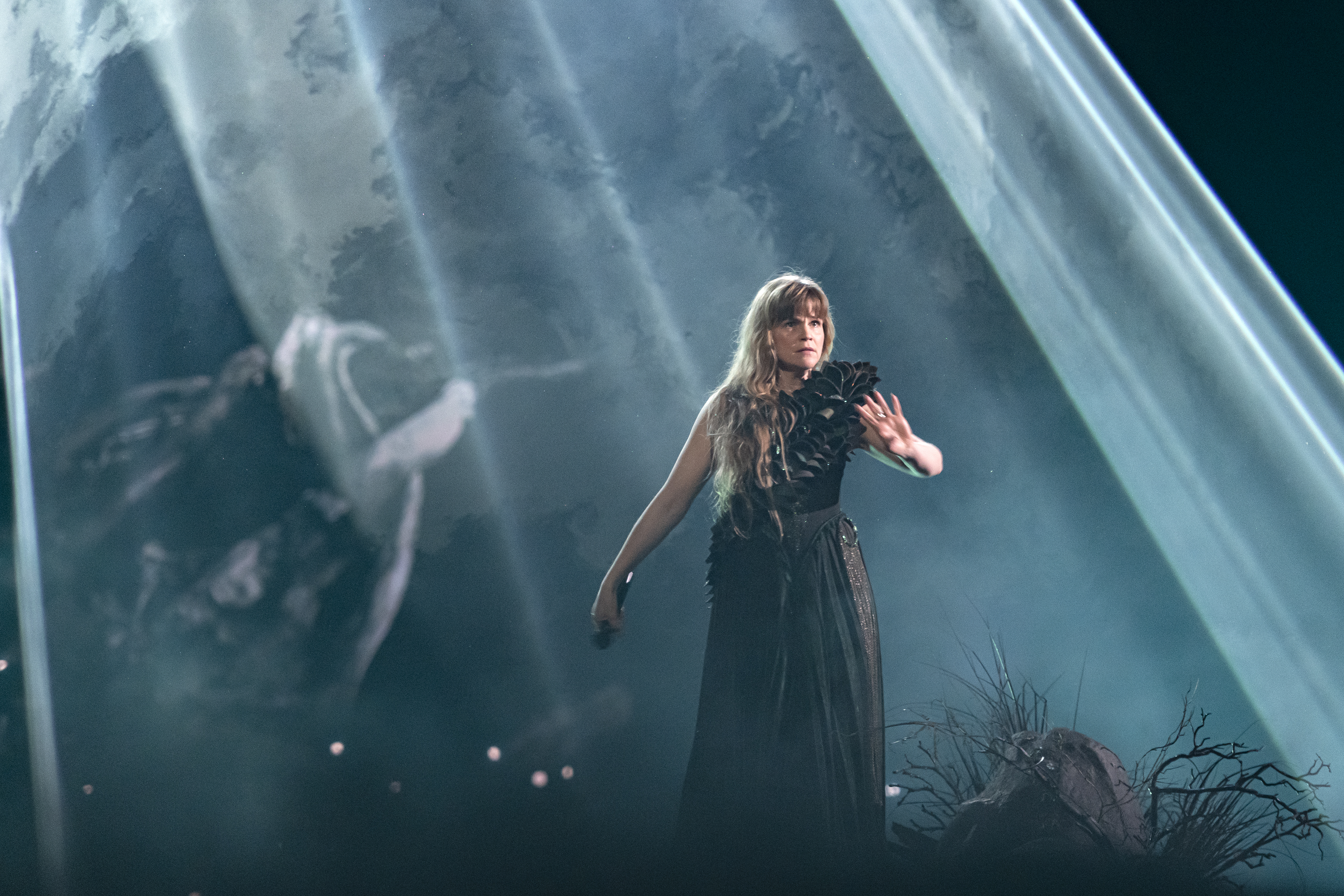
Gunnhild Sundli dei Gåte mentre si esibisce sulle note di Ulveham alle prove finali dell'Eurovision Song Contest, 10 maggio 2024

Ulveham è un singolo del gruppo musicale norvegese Gåte, pubblicato il 5 gennaio 2024 come terzo estratto dal sesto EP Vandrar, su etichetta discografica Indie Recordings.

## Descrizione
Il brano è un'interpretazione moderna di una ballata medievale norvegese nota come Møya i ulveham ("La ragazza nella pelle di lupo"). Il contenuto lirico della versione originale attinge da un manoscritto di metà del XIX secolo proveniente da Telemark, riflettendo una variante distintiva del dialetto del distretto di Vest-Telemark. In Ulveham, le strofe sono state ristrutturate e il loro linguaggio semplificato, avvicinandosi maggiormente all'alto norvegese standardizzato o al Nynorsk.
Il fulcro della storia ruota attorno a una giovane fanciulla trasformata in un ago, poi in un coltello, e infine in una spada dalla sua malvagia matrigna. Tuttavia, la gente continua ad apprezzarla in tutte le sue trasformazioni, irritando la matrigna. Quindi, per punirla ancora di più, la matrigna la trasforma in un lupo. La storia si conclude con la matrigna, incinta, che viene aggredita dal lupo. Per spezzare l'incantesimo, il lupo beve il sangue del suo mezzo fratellastro non ancora nato.
Ulveham si apre con un kulning tradizionale, un richiamo pastorale tradizionalmente usato per richiamare il bestiame, proveniente da una registrazione del primo Novecento con la cantante folk Marit Jensen Lillebuen. La composizione musicale incorpora ritmi elettronici e vari strumenti, come la nyckelharpa, chitarre elettriche e batteria. In alcune parti del brano viene impiegato il growl come vocalizzazione in sottofondo.
Esiste una prevalenza di ballate simili nelle tradizioni danesi e svedesi. La versione danese, intitolata Jomfruen i ulveham ("La vergine nella pelle di lupo"), e le versioni svedesi, in cui un giovane subisce la trasformazione in un lupo in Den förtrollade riddaren ("Il cavaliere stregato"), sottolineano la risonanza interculturale di questa narrazione.
Il brano è stato originariamente pubblicato il 12 dicembre 2023 come traccia dell'EP Vandrar. Successivamente la canzone è stata accorciata e ripubblicata come singolo dopo essere stata selezionata per partecipare al Melodi Grand Prix 2024.

## Promozione
Ulveham è stata selezionata per partecipare al Melodi Grand Prix 2024 ed è stata l'ultima esibizione della seconda semifinale dell'evento, svoltosi il 20 gennaio 2024. La canzone è stata una delle tre che hanno avuto accesso alla finale, che ha avuto luogo presso il Trondheim Spektrum il 3 febbraio dello stesso anno. Nelle settimane che hanno preceduto la finale, la canzone è avanzata nelle scommesse ed è diventata la favorita per la vittoria al momento della finale. Il brano ha vinto il concorso e rappresenterà quindi la Norvegia all'Eurovision Song Contest 2024. È la prima volta dal 2006 che la Norvegia presenta una canzone cantata in norvegese all'Eurovision.
Le regole del Melodi Grand Prix e dell'Eurovision Song Contest richiedono che sia il testo che la melodia siano originali. Poiché Ulveham contiene testi tratti da una ballata quasi millenaria, questo violerebbe le regole del concorso. Per evitare problemi con la possibile partecipazione della canzone all'Eurovision Song Contest, l'emittente norvegese NRK ha consultato l'Unione Europea di Radiodiffusione (UER), che organizza l'evento. Dopo una valutazione, l'UER ha concluso che la registrazione del kulning di Marit Jensen Lillebuen potesse essere accettata. Per essere prudenti, la NRK ha deciso che l'intero testo di Ulveham sarebbe stato sostituito con testi di nuova scrittura e originali. Il manager del Melodi Grand Prix, Stig Karlsen, ha dichiarato che "il titolo della canzone e il tema storico" sarebbero rimasti invariati.
Il 2 febbraio 2024 è stata pubblicata una versione rivisitata di Ulveham con il testo modificato. La nuova versione presenta altri piccoli estratti dalla stessa ballata con parole modificate per evitare somiglianze. Tre membri della band, Gunnhild Sundli, Magnus Børmark e Jon Even Schärer, hanno contribuito alla stesura dei nuovi testi.

## Tracce
Versione originale
Testi e musiche di Gunnhild Sundli, Magnus Børmark, Jon Even Schärer, Marit Jensen Lillebuen, Ronny Graff Janssen e Sveinung Ekloo Sundli.
1. Ulveham – 3:00

Versione eurovisiva
1. Ulveham – 3:02

## Classifiche
| Classifica (2024) | Posizione massima |
| ----------------- | ----------------- |
| Lituania          | 91                |